# Helena Bergström
Helena Kristina Bergström Nutley (Göteborg, 5 februari 1964) is een Zweeds theater-, televisie- en filmactrice en regisseur.

## Biografie
Helena Bergström werd in 1964 geboren als Helena Kristina Bergström in Kortedala, Göteborg. Bergströms ouders zijn regisseur en acteur Hans Bergström en actrice Kerstin Widgren. Op driejarige leeftijd verhuisde de familie naar Västerås. Haar vader was toen directeur en regisseur van het Teater Västmanland. Bergström werd in een theaterfamilie geboren en daarom was het vanzelfsprekend dat ze voor acteurstudies koos. Op 16-jarige leeftijd ging Bergström als uitwisselingsstudent naar Jackson (Mississippi) in de VS en bleef daar een jaar. In dat jaar besloot ze zich in te zetten voor het theater. Eenmaal terug in Zweden mislukte haar eerste poging om naar de toneelschool te gaan. Met behulp van theaterlessen door Margreth Weivers slaagde ze in 1985 bij de derde poging er wel in en ze studeerde tot 1988 aan de Toneelacademie van Stockholm.
Helena Bergström debuteerde in 1978 in de tv-serie Hem, ljuva hem, geregisseerd door haar vader. In de jaren 1980 nam ze deel aan de jeugdprogramma's Vidöppet en Förspelet voor SVT met onder andere Måns Herngren en Hannes Holm, met wie ze toen een relatie had. Na het afronden van haar studies in 1988 ging Bergström aan de slag bij Dramaten en het Stockholms stadsteater, waar ze nu tot het permanente ensemble behoort.
In 1989 kwam de grote doorbraak voor Bergström in de film 1939. Regisseur Colin Nutley had haar datzelfde jaar op een reclameaffiche voor de film Kvinnorna på taket gezien en gaf haar de hoofdrol in Black Jack. Ze was ook de voor de hand liggende keuze voor zijn film Änglagård in 1992. Voor haar rollen in 1993 in Pariserhjulet en Sista dansen ontving ze de Guldbagge voor beste vrouwelijke hoofdrol. Bergström werd ook genomineerd voor de Guldbagge voor haar rollen in  Änglagård, Sprängaren en Någon annanstans i Sverige. Toen TV4 in januari 1995 het Gulbagge-gala uitzond, kon het publiek stemmen op de beste Zweedse actrice van de eeuw. Bergström won de verkiezing voor onder anderen Ingrid Bergman en Greta Garbo.
In 2002 nam ze een album op met nummers van Édith Piaf, getiteld Singer Piaf. Bergström deed dit nadat ze meer dan honderd uitvoeringen van Piaf speelde in het Stockholms stadsteater. In 2007 werd Bergström genomineerd voor de Dagens Nyheters Kulturpris.
In 2007 maakte Bergström haar regiedebuut met de speelfilm Se upp för dårarna. In 2009 en 2010 speelde ze mee in de musical Hairspray in het Chinateatern en in 2012 was ze samen met Sarah Dawn Finer en Gina Dirawi presentator tijdens Melodifestivalen 2012.
In 2010 ontving Bergström de koninklijke Zweedse Litteris et Artibus-medaille voor haar belangrijke bijdrage tot de Zweedse cultuur. 

### Privaat leven
Bergström is sinds 1990 getrouwd met de Britse regisseur Colin Nutley en ze hebben samen een zoon en een dochter.

## Filmografie

### Als actrice
- 2019: Bröllop, begravning & dop (tv-serie)
- 2018: Tårtgeneralen
- 2017: Saknad (tv-serie)
- 2017: Tillsammans med Strömstedts (tv-programma)
- 2016: Springfloden (tv-serie)
- 2015: En underbar jävla jul
- 2014: Medicinen
- 2014: Den fjärde mannen (tv-serie)
- 2011: Gengångare (tv-theaterproductie)
- 2011: Någon annanstans i Sverige
- 2010: Änglagård – tredje gången gillt
- 2008: Angel
- 2008: Ernst-Hugo
- 2008: Selma (tv-serie)
- 2006: Heartbreak Hotel
- 2004: The Queen of Sheba's Pearls
- 2003: Paradiset
- 2002: Mrs. Klein (tv-film)
- 2001: Sprängaren
- 2000: Livet är en schlager
- 2000: Gossip
- 1998: Under solen'
- 1998: Still Crazy
- 1996: Jägarna
- 1996: Sånt är livet
- 1994: Änglagård – andra sommaren
- 1993: Sista dansen
- 1993: Pariserhjulet
- 1993: Snoken (tv-serie)
- 1992: Änglagård
- 1990: Black Jack
- 1989: Husbonden – piraten på Sandön (tv-miniserie)
- 1989: Kvinnorna på taket
- 1989: Ängel
- 1989: 1939
- 1988: Råttornas vinter
- 1988: VD (tv-film)
- 1987: Friends
- 1987: Uppvaknandet
- 1983: Vidöppet (tv-serie)
- 1982: Time Out (tv-serie)
- 1978: Hem, ljuva hem (tv-serie)

### Als regisseur
- 2017: Vilken jävla cirkus
- 2015: En underbar jävla jul
- 2013: Julie
- 2009: Så olika
- 2007: Se upp för dårarna

## Theater (selectie)
- 2016: Rampfeber van Michael Frayn (Dramaten)
- 2008: Cabaret van John Kander, Fred Ebb en Joe Masteroff - Sally Bowles (Stockholms stadsteater)
- 2004: Hamlet van William Shakespeare - Hamlet (Stockholms stadsteater)
- 1999: Piaf van Pam Gems - Édith Piaf (Stockholms stadsteater)
- 1998: Guys and Dolls van Frank Loesser, Joe Swerling en Abe Burrows - Sarah Brown (Oscarsteatern)
- 1990: Amorina van Carl Jonas Love Almqvist - Henrika/Amorina (Dramaten)
- 1989: Den stora lögnen van Sam Shepard - Beth (Stockholms stadsteater)
- 1988: Mäster Olof van August Strindberg - Vilhelm (Dramaten)
- 1987: V.D. van Stig Larsson - Anna (Dramaten)

## Prijzen en nominaties
De belangrijkste:
| Jaar | Prijs     | Categorie                  | Film                          | Uitslag     |
| ---- | --------- | -------------------------- | ----------------------------- | ----------- |
| 2012 | Guldbagge | Beste vrouwelijke bijrol   | Någon annanstans i Sverige    | Genomineerd |
| 2002 | Guldbagge | Beste vrouwelijke hoofdrol | Sprängaren                    | Genomineerd |
| 1994 | Guldbagge | Beste vrouwelijke hoofdrol | Pariserhjulet en Sista dansen | Gewonnen    |
| 1993 | Guldbagge | Beste vrouwelijke hoofdrol | Änglagård                     | Genomineerd |